# Jamie Varner
James Christopher Varner (Phoenix, 12 de outubro de 1984) é ex-lutador estadunidense de artes marciais mistas (MMA), competiu no peso-leve do Ultimate Fighting Championship. Ele já foi campeão do peso-leve do WEC.

## Carreira no MMA

### Ultimate Fighting Championship
Varner competiu duas vezes em sua primeira passagem no UFC. Sua primeira aparição foi contra o veterano dos leves Hermes França, com Varner perdendo por finalização no terceiro round. Sua última aparição foi contra Jason Gilliam, onde ele venceu por finalização no primeiro round. Após essa vitória, Varner foi transferido ao WEC.

### World Extreme Cagefighting
Varner defendeu o Cinturão Peso-leve do WEC contra o até então invicto Marcus Hicks em 3 de agosto de 2008.
Sua próxima defesa de cinturão foi em 25 de janeiro de 2009, derrotando Donald Cerrone por decisão dividida técnica no WEC 38. A luta foi muito disputada, e ganhou o prêmio de Luta da Noite. Porém, a luta foi encerrada no quinto round quando Cerrone deu uma joelhada ilegal quando Varner ainda estava no chão. Foi dado a Varner um tempo para se recuperar, mas ele não estava mais em condições de continuar, estando ele com visão dupla e uma mão quebrada.
Houve controvérsias a respeito do encerramento da luta e muitas comunidades de fãs do MMA desaprovaram o resultado final, manchando a reputação de Varner como um lutador que fazia cera. Nos meses seguintes houve tentativas de remarcar a luta, que por inúmeros motivos ela não ocorreu, aumentando as especulações que Varner estava com medo de enfrentar Cerrone novamente e exagerava na gravidade das lesões sofridas. Isso, e outros fatores fizeram o WEC criar o Cinturão Peso Leve do WEC. Henderson e Cerrone então lutaram pelo Título Interino, e Henderson venceu por decisão unânime.
O mesmo Ben Henderson derrotou Varner com uma guilhotina em 10 de Janeiro de 2010 no WEC 46.
Varner era esperado para enfrentar Kamal Shalorus em 24 de Abril de 2010 no WEC 48, porém a luta foi cancelada devido a uma lesão sofrida por Shalorus. A luta entre Varner e Shalorus foi remarcada para 20 de Junho de 2010 no WEC 49. A luta terminou com um empate após Shalorus perder um ponto quando deu uma joelhada na virilha de Varner.
Varner enfrentou Donald Cerrone em uma revanche no dia 30 de Setembro de 2010 no WEC 51. Ele perdeu a luta por decisão unânime. Após a luta, houve um empurra-empurra entre os lutadores quando Varner tentou abraçar Cerrone.
Varner enfrentou Shane Roller em 16 de Dezembro de 2010 no WEC 53. Ele perdeu a luta por finalização no primeiro round e consequentemente foi retirado da promoção.

### Pós Zuffa
Em sua primeira luta após a Zuffa, Varner enfrentou Tyler Combs pelo XFO e venceu por finalização no primeiro round. Ele também estava em negociação para uma possível luta contra o campeão do DREAM Shinya Aoki no fim de Maio de 2011, mas a luta não se materializou.
Varner fez o evento principal do Titan Fighting Championships 20 contra Dakota Cochrane em 23 de Setembro de 2011, perdendo por decisão unânime.
Varner assinou um contrato de três lutas com o XFC. Ele estreou no XFC 14, derrotando Nate Jolly por nocaute no primeiro round. Ele retornou no XFC 16 High Stakes em 10 de Fevereiro de 2012. Ele derrotou Drew Fickett por nocaute técnico em apenas 40 segundos do primeiro round.

### Retorno ao UFC
Foi anunciado que Varner substituiria Evan Dunham, que havia sofrido uma lesão, para enfrentar o prospecto invicto Edson Barboza em 26 de Maio de 2012 no UFC 146. Varner derrotou Barboza por nocaute técnico no primeiro round.
Varner substituiu o lesionado Terry Etim contra Joe Lauzon em 4 de Agosto de 2012 no UFC on Fox: Shogun vs. Vera. Varner quebrou sua mão no segundo round e perdeu por por finalização aos 2:44 do terceiro round. Porém, sua performance rendeu o prêmio de Luta da Noite, o bônus de $50,000 e a nomeação de Luta do Ano pelo World MMA Awards.
Varner era esperado para enfrentar Melvin Guillard em 15 de Dezembro de 2012 no The Ultimate Fighter 16 Finale. Porém, Varner ficou doente no dia do evento e a luta foi riscada do card. A luta entre Varner e Guillard foi remarcada para 29 de Dezembro de 2012 no UFC 155. Varner venceu a luta por decisão dividida. Joe Rogan disse após a luta que "quem quer que seja que tenha marcado 30 à 27 para Guillard nunca mais deveria ser permitido para julgar uma luta de novo."
Varner enfrentou Gleison Tibau em 31 de Agosto de 2013 no UFC 164. Ele perdeu por decisão unânime.
Varner enfrentou Abel Trujillo em 1 de Fevereiro de 2014 no UFC 169, substituindo o lesionado Bobby Green. Varner perdeu por nocaute no segundo round.
Varner enfrentou James Krause em 24 de Maio de 2014 no UFC 173. No começo da luta, Varner lesionou seu tornozelo e lutou o primeiro round inteiro com o tornozelo lesionado, caindo sozinho a todo momento e visivelmente machucado. Ao fim do primeiro round a luta foi interrompida e Krause foi declarado o vencedor por nocaute técnico.
Após três derrotas seguidas, Varner teve mais uma chance no UFC, contra Drew Dober em 13 de Dezembro de 2014 no UFC on Fox: dos Santos vs. Miocic. Ele também perdeu, dessa vez por finalização no primeiro round.

## Aposentadoria
Após a sequência de quatro derrotas seguidas, Varner anunciou em uma entrevista no próprio octógono que se aposentaria oficialmente do MMA.

## Vida Pessoal
Varner é aluno da Deer Valley High School em Glendale, Arizona; onde também faz parte do Deer Valley Skyhawk Wrestling Team, o time de wrestling da instituição. Ele estudou na Lock Haven University, local onde se juntou à fraternidade Pi Kappa Alpha, e usava suas horas livres treinando wrestler e boxe, tendo ele participado da NCBA (National Collegiate Boxing Association).

## Cartel no MMA
| Cartel no MMA   |             |             |
| 35 lutas        | 21 vitórias | 11 derrotas |
| Por nocaute     | 7           | 2           |
| Por finalização | 11          | 5           |
| Por decisão     | 3           | 4           |
| Empates         | 1           | 1           |
| No contest      | 2           | 2           |

| Res.    | Cartel      | Oponente         | Método                                 | Evento                               | Data       | Round | Tempo | Local                       | Notas                                                                                     |
| ------- | ----------- | ---------------- | -------------------------------------- | ------------------------------------ | ---------- | ----- | ----- | --------------------------- | ----------------------------------------------------------------------------------------- |
| Derrota | 21-11-1 (2) | Drew Dober       | Finalização (mata leão)                | UFC on Fox: dos Santos vs. Miocic    | 13/12/2014 | 1     | 1:52  | Phoenix, Arizona            | Anunciou aposentadoria.                                                                   |
| Derrota | 21-10-1 (2) | James Krause     | Nocaute Técnico (lesão)                | UFC 173: Barão vs. Dillashaw         | 24/05/2014 | 1     | 5:00  | Las Vegas, Nevada           |                                                                                           |
| Derrota | 21-9-1 (2)  | Abel Trujillo    | Nocaute (soco)                         | UFC 169: Barão vs. Faber II          | 01/02/2014 | 2     | 2:32  | Newark, New Jersey          | Luta da Noite.                                                                            |
| Derrota | 21-8-1 (2)  | Gleison Tibau    | Decisão (dividida)                     | UFC 164: Henderson vs. Pettis II     | 31/08/2013 | 3     | 5:00  | Milwaukee, Wisconsin        |                                                                                           |
| Vitória | 21-7-1 (2)  | Melvin Guillard  | Decisão (unânime)                      | UFC 155: dos Santos vs. Velasquez II | 15/12/2012 | 3     | 5:00  | Las Vegas, Nevada           |                                                                                           |
| Derrota | 20-7-1 (2)  | Joe Lauzon       | Finalização (triângulo)                | UFC on Fox: Shogun vs. Vera          | 04/08/2012 | 3     | 2:44  | Los Angeles, California     | Luta da Noite.                                                                            |
| Vitória | 20-6-1 (2)  | Edson Barboza    | Nocaute Técnico (socos)                | UFC 146: Dos Santos vs. Mir          | 26/05/2012 | 1     | 3:23  | Las Vegas, Nevada           | Retornou ao UFC.                                                                          |
| Vitória | 19-6-1 (2)  | Drew Fickett     | Finalização (socos)                    | XFC 16 - High Stakes                 | 10/02/2012 | 1     | 0:40  | Knoxville, Tennessee        | Peso Casado (160 Ibs).                                                                    |
| Vitória | 18-6-1 (2)  | Nate Jolly       | Nocaute (socos)                        | XFC 14 - Resurrection                | 21/10/2011 | 1     | 1:09  | Orlando, Florida            | Peso Casado (160 Ibs).                                                                    |
| Derrota | 17-6-1 (2)  | Dakota Cochrane  | Decisão (Unânime)                      | Titan Fighting Championships 20      | 23/09/2011 | 3     | 5:00  | Kansas City, Kansas         | Peso Casado (165 Ibs).                                                                    |
| Vitória | 17-5-1 (2)  | Tyler Combs      | Finalização Técnica (norte sul)        | Xtreme Fighting Organization 39      | 13/05/2011 | 1     | 1:30  | Hoffman Estates, Illinois   | Lutou na categoria Meio-Médio.                                                            |
| Derrota | 16-5-1 (2)  | Shane Roller     | Finalização (mata leão)                | WEC 53: Henderson vs. Pettis         | 16/12/2010 | 1     | 3:55  | Glendale, Arizona           |                                                                                           |
| Derrota | 16-4-1 (2)  | Donald Cerrone   | Decisão (unânime)                      | WEC 51: Aldo vs. Gamburyan           | 30/09/2010 | 3     | 5:00  | Broomfield, Colorado        | Luta da Noite.                                                                            |
| Empate  | 16-3-1 (2)  | Kamal Shalorus   | Empate (dividido)                      | WEC 49: Varner vs. Shalorus          | 20/06/2010 | 3     | 5:00  | Edmonton, Alberta           | Shalorus teve um ponto reduzido devido a chutes ilegais na virilha.                       |
| Derrota | 16-3 (2)    | Ben Henderson    | Finalização (guilhotina)               | WEC 46: Varner vs. Henderson         | 10/01/2010 | 3     | 2:41  | Sacramento, California      | Perdeu o Cinturão Peso Leve do WEC.                                                       |
| Vitória | 16-2 (2)    | Donald Cerrone   | Decisão Técnica (dividida)             | WEC 38: Varner vs. Cerrone           | 25/01/2009 | 5     | 3:10  | San Diego, California       | Defendeu o Cinturão Peso Leve do WEC; Cerrone aplicou uma joelhada ilegal; Luta da Noite. |
| Vitória | 15-2 (2)    | Marcus Hicks     | Nocaute Técnico (socos)                | WEC 35: Condit vs. Miura             | 03/08/2008 | 1     | 2:08  | Las Vegas, Nevada           | Defendeu o Cinturão Peso Leve do WEC.                                                     |
| Vitória | 14-2 (2)    | Rob McCullough   | Nocaute Técnico (socos)                | WEC 32: New Mexico                   | 13/02/2008 | 3     | 2:54  | Albuquerque, New Mexico     | Ganhou o Cinturão Peso Leve do WEC.                                                       |
| Vitória | 13-2 (2)    | Sherron Leggett  | Nocaute Técnico (socos e cotoveladas)  | WEC 29: Condit vs. Larson            | 05/08/2007 | 1     | 4:08  | Las Vegas, Nevada           | Estréia no WEC.                                                                           |
| Vitória | 12-2 (2)    | Jason Gilliam    | Finalização Técnica (mata leão)        | UFC 68: The Uprising                 | 03/03/2007 | 1     | 1:34  | Columbus, Ohio              |                                                                                           |
| Derrota | 11-2 (2)    | Hermes França    | Finalização (chave de braço)           | UFC 62: Lidell vs. Sobral            | 26/08/2006 | 3     | 3:31  | Las Vegas, Nevada           | Estréia no UFC.                                                                           |
| Vitória | 11-1 (2)    | Leonard Wilson   | Finalização (mata leão)                | RITC 78 - Back with a Vengeance      | 14/01/2006 | 2     | 1:07  | Glendale, Arizona           |                                                                                           |
| NC      | 10-1 (2)    | Tony Llamas      | Sem Resultado                          | KOTC - Arizona                       | 09/07/2005 | N/A   | N/A   | Globe, Arizona              | Llamas se machucou com um golpe ilegal.                                                   |
| Vitória | 10-1 (1)    | Paul Arroyo      | Nocaute Técnico (finalizado por socos) | RITC 71                              | 30/06/2005 | 1     | 2:03  | Tempe, Arizona              |                                                                                           |
| Vitória | 9-1 (1)     | Adam Roland      | Nocaute Técnico (socos)                | RITC 70                              | 11/06/2005 | 2     | 2:46  | Glendale, Arizona           |                                                                                           |
| Vitória | 8-1 (1)     | Jesse Bongfeldt  | Nocaute Técnico (socos)                | WFF 7 - Professional Shooto          | 23/07/2005 | 1     | 4:12  | Vancouver, British Columbia |                                                                                           |
| Vitória | 7-1 (1)     | Kyle Bradley     | Finalização (mata leão)                | FF - Fight Factory                   | 26/06/2004 | 2     | 2:34  | Estados Unidos              |                                                                                           |
| Vitória | 6-1 (1)     | Kyle Sprouse     | Finalização (estrangulamento)          | RITC 63 - It's Time                  | 12/06/2004 | 1     | 1:47  | Phoenix, Arizona            |                                                                                           |
| Vitória | 5-1 (1)     | Garett Davis     | Finalização (triângulo)                | WFF 6 - World Freestyle Fighting 6   | 14/05/2004 | 1     | 3:52  | Vancouver, British Columbia |                                                                                           |
| NC      | 4-1 (1)     | James Upshur     | Sem Resultado                          | RITC 61 - Relentless                 | 30/04/2004 | 2     | N/A   | Phoenix, Arizona            |                                                                                           |
| Vitória | 4-1         | Jarvis Brennaman | Finalização (triângulo)                | ECS - Evolution                      | 19/07/2003 | 1     | 1:22  | Phoenix, Arizona            |                                                                                           |
| Vitória | 3-1         | Dave Klein       | Finalização (estrangulamento)          | RITC 50 - The Prelude                | 12/07/2003 | 3     | 1:56  | Tucson, Arizona             |                                                                                           |
| Vitória | 2-1         | Justin Nauling   | Finalização (chave de braço)           | RITC 49 - Stare Down                 | 07/06/2003 | 2     | 0:38  | Phoenix, Arizona            |                                                                                           |
| Derrota | 1-1         | Jesse Moreng     | Decisão (unânime)                      | RITC 47 - Unstoppable                | 07/06/2003 | 3     | 3:00  | Phoenix, Arizona            |                                                                                           |
| Vitória | 1-0         | Carlos Ortega    | Decisão (unânime)                      | RITC 46 - Launching Pad              | 27/03/2003 | 3     | 3:00  | Tempe, Arizona              |                                                                                           |